# Мальябеки, Антонио
Антонио Мальябеки (Мальябекки; итал. Antonio Magliabechi (Magliabecchi); 20 октября 1633, Флоренция — 4 июля 1714, Флоренция) — итальянский библиотекарь и учёный, знавший к концу жизни практически наизусть все прочитанные им книги из собственной библиотеки.

## Биография
Родился во Флоренции в бедной семье у Марко Мальябеки и Гиневры Бальдориетта. Семья не могла позволить сыну даже начального образования, подростком он был отдан в ученики продавцу. Антонио рассматривал с интересом страницы книг, в которые заворачивались продукты. Местный книгопродавец заинтересовался мальчиком и обучил его в своей лавке. Затем Мальябеки поступил учеником к ювелиру, и после работал ювелиром до своего сорокалетия, когда Мишель Эрмини, библиотекарь Медичи, узнал о его выдающихся способностях и научил латыни, греческому и ивриту.
В 1673 году он стал библиотекарем Козимо III Медичи, Великого герцога Тосканы. Мальябеки стал центральной фигурой литературной жизни во Флоренции, и многие учёные Европы искали его знакомства и переписывались с ним. Его собственная библиотека состояла из 40000 книг и 10000 рукописей. Его дом был буквально переполнен книгами, лестницы стояли с ними, они даже заполнили крыльцо.
В повседневных делах Мальябеки был крайне небрежным. Один раз он даже забыл обратиться за получением годовой зарплаты. Он носил одежду, пока та не падала с него, и думал, что раздеться на ночь — большая трата времени. «Жизнь так коротка, а книг так много». Он приветствовал все вопросы учёных о прочитанном им в книгах, если только люди не мешали ему во время работы. Испытывал неприязнь к иезуитам. Говорили, что один раз, указывая прохожим на палаццо Медичи-Риккарди (где находится сейчас Риккардианская библиотека) он сказал: «Здесь заново родилось учение», — а затем, перейдя к колледжу иезуитов: «А здесь они хоронят его». Считается, что он никогда в жизни не уезжал дальше, чем на 20 км от Флоренции, лишь однажды сопроводив в Прато (за 30 км) кардинала Генри Норриса, библиотекаря Ватикана, для чтения рукописей.
Антонио Мальябеки умер в возрасте 81 года, в 1714 году, в монастыре Санта-Мария Новелла, завещав свою коллекцию книг Флоренции. Его библиотека была объединена с великокняжеской личной библиотекой Виктора Эммануила II из Италии в 1861 году, так была основана Национальная центральная библиотека Флоренции.

## Память
В его честь назван ацтекский пиктографический Кодекс Мальябекки.